# Берич, Александар
Александар Берич (серб. Александар Берић / Aleksandar Berić; 13 апреля 1906, Нови-Бечей — 12 апреля 1941, Челарева) — югославский военный моряк, капитан 2 ранга, командир монитора «Драва» в дни Апрельской войны.

## Биография
Окончил Военно-морскую академию в 1928 году в Дубровнике. В 1941 году в дни Апрельской войны командовал монитором «Драва». Охранял прибрежный сектор Дуная до Безданы. В течение двух дней вёл борьбу с патрульными катерами, силами на побережье и вражеской авиацией.
Во время отступления югославской армии к Нови-Саду его монитор подвергся авиационному налёту: 12 апреля 1941 года самолёты люфтваффе совершили налёт на Челареву. Берич был ранен, но продолжил командовать монитором. В конце концов его корабль затонул после попадания авиабомбы, и Берич пошёл ко дну вместе со своим судном, не спустив военно-морского флага.
В наши дни верфь Речной флотилии Сербии в Нови-Саде носит имя Александара Берича.